# Jeff Panacloc : À la poursuite de Jean-Marc
Pour plus de détails, voir Fiche technique et Distribution.
Jeff Panacloc : À la poursuite de Jean-Marc  est un film français réalisé par Pierre-François Martin-Laval et sorti en 2023. Il s'agit du premier rôle au cinéma de Jeff Panacloc, qui interprète ici son propre rôle en compagnie de la marionnette qui l'a rendu célèbre dans ses numéros de ventriloquie.

## Synopsis
Alors qu’il part chercher sa grand-mère surnommée « Nanouche », pour qu’elle assiste à son mariage, Jeff croise Jean-Marc, un singe en peluche tout juste échappé d’une base militaire. Cette peluche vivante, parlante, bavarde, sans gêne et sans filtre l’embarque dans une aventure pleine de rebondissements et de sincérité. Entre la course-poursuite par le lieutenant Alice, le mariage d’ici quelques jours de Jeff avec Anne-Sophie, son futur beau père qui ne l’apprécie pas du tout et Anne-Sophie qui le critique pour son goût de Super-héros, rien ne va plus…

## Fiche technique
Sauf indication contraire, les informations mentionnées dans cette section peuvent être confirmées par les bases de données cinématographiques IMDb et Allociné,  présentes dans la section « Liens externes ».
- Titre français : Jeff Panacloc : À la poursuite de Jean-Marc
- Réalisation : Pierre-François Martin-Laval
- Scénario : Daive Cohen
- Costumes : Mimi Lempicka
- Photographie : Vincent Richard
- Son : Alain Féat
- Montage : Reynald Bertrand
- Musique originale : Pascal Lengagne
- Sociétés de production : 74 Films, SND
- Société de distribution : SND
- Budget : 9,8 millions d'euros
- Pays de production :  France
- Langue : français
- Format : couleur
- Genre : Comédie
- Durée : 90 minutes
- Date de sortie :
  - France : 20 décembre 2023

## Distribution
Sauf indication contraire, les informations mentionnées dans cette section peuvent être confirmées par la base de données cinématographiques Allociné,  présente dans la section « Liens externes ».
- Jeff Panacloc : lui-même / Jean-Marc (voix)
- Patrick Ligardes : le colonel Roger Mouthe
- Claude Perron : le lieutenant Alice Trautmann
- Vincent Deniard : le sergent Alban
- Nicolas Marié : Charles, le futur beau-père de Jeff
- Tiphaine Daviot : Anne-Sophie, la fiancée de Jeff
- Roby Schinasi : Pierre-Mathieu
- Sarah Fitri : Samantha
- Vincent Chaumont : Virgil, le dépanneur
- Théodore Le Blanc : Rémi
- Géraldine Lapalus : la maman de Rémi
- Jean-Louis Loca : Manuel, un forain
- Christophe Canard : le tailleur
- Pierre-François Martin-Laval : le joggeur qui trébuche / Patrick, le gendarme surmené / Georges, le voisin de Nanouche
- Monique Mauclair : Nanouche
- Fred Tousch : le professeur Castagno
- Raphaël Nouguey : Lucas Mouthe à 6 ans
- Malik Frikah : Lucas Mouthe à 12 ans

## Box office
Pour son premier jour d'exploitation en France, le film réalise seulement 40 612 spectateurs (dont 22 136 en avp) sur 724 salles.
175 085 entrées sont comptabilisés pour la 1ère semaine en salles. La deuxième semaine cumule 191 083 entrées supplémentaires.
Au 14 février 2024, le film cumule 652 968 entrées sur le territoire français.

## Autour du film
- Le film est disponible en DVD et Blu-ray et VOD le 18 avril 2024